# Boundara
Boundara is een plaats in de Centraal-Afrikaanse prefectuur Lobaye.